# Saroba albopunctata
Saroba albopunctata là một loài bướm đêm trong họ Noctuidae.